# Stictostix biseriata
Stictostix biseriata är en skalbaggsart som först beskrevs av Schmidt 1890.  Stictostix biseriata ingår i släktet Stictostix och familjen stumpbaggar. Inga underarter finns listade i Catalogue of Life.